# La Flèche Wallonne 2016
80. edycja wyścigu kolarskiego La Flèche Wallonne odbyła się 20 kwietnia 2016 i liczyła 196 km. Start wyścigu miał miejsce w Waremme, a meta w Mur de Huy. Wyścig figurował w rankingu światowym UCI World Tour 2016.

## Uczestnicy
Na starcie wyścigu stanęło 25 ekip. Wśród nich znalazło się wszystkie osiemnaście ekip UCI World Tour oraz siedem innych zaproszonych przez organizatorów.
| Numery  | Kod | Drużyna                |
| ------- | --- | ---------------------- |
| 1-8     | MOV | Movistar Team          |
| 11-18   | EQS | Etixx-Quick Step       |
| 21-28   | OGE | Orica-GreenEDGE        |
| 31-38   | KAT | Team Katusha           |
| 41-48   | ALM | Ag2r-La Mondiale       |
| 51-58   | SKY | Team Sky               |
| 61-68   | AST | Pro Team Astana        |
| 71-78   | CPT | Cannondale Pro Cycling |
| 81-88   | TLJ | Team LottoNL-Jumbo     |
| 91-98   | TNK | Tinkoff                |
| 101-108 | BMC | BMC Racing Team        |
| 111-118 | WGG | Wanty-Groupe Gobert    |
| 121-128 | FVC | Fortuneo–Vital Concept |

| Numery  | Kod | Drużyna                      |
| ------- | --- | ---------------------------- |
| 131-138 | IAM | IAM Cycling                  |
| 141-148 | TFS | Trek-Segafredo               |
| 151-158 | COF | Cofidis                      |
| 161-168 | FDJ | FDJ                          |
| 171-178 | GIA | Team Giant-Alpecin           |
| 181-188 | LAM | Lampre-Merida                |
| 191-198 | LTS | Lotto Soudal                 |
| 201-208 | ROO | Roompot-Oranje Peloton       |
| 211-218 | DDD | Team Dimension Data          |
| 221-228 | TSV | Topsport Vlaanderen-Baloise  |
| 231-238 | SSG | Stölting Service Group       |
| 241-248 | DMP | Delko–Marseille Provence KTM |

## Klasyfikacja generalna
| M-ce | Imię i nazwisko    | Kraj       | Drużyna             | Czas       |
| ---- | ------------------ | ---------- | ------------------- | ---------- |
| 1.   | Alejandro Valverde | Hiszpania  | Movistar Team       | 4h 43' 57" |
| 2.   | Julian Alaphilippe | Francja    | Etixx-Quick Step    | + 0"       |
| 3.   | Daniel Martin      | Irlandia   | Etixx-Quick Step    | + 0"       |
| 4.   | Wout Poels         | Holandia   | Team Sky            | + 4"       |
| 5.   | Enrico Gasparotto  | Włochy     | Wanty-Groupe Gobert | + 5"       |
| 6.   | Samuel Sánchez     | Hiszpania  | BMC Racing Team     | + 5"       |
| 7.   | Michael Albasini   | Szwajcaria | Orica-GreenEDGE     | + 5"       |
| 8.   | Diego Ulissi       | Włochy     | Lampre-Merida       | + 5"       |
| 9.   | Warren Barguil     | Francja    | Team Giant-Alpecin  | + 5"       |
| 10.  | Rui Costa          | Portugalia | Lampre-Merida       | + 5"       |
|      |                    |            |                     |            |
| 93.  | Paweł Poljański    | Polska     | Tinkoff             | + 3' 34"   |
| 104. | Tomasz Marczyński  | Polska     | Lotto Soudal        | + 5' 11"   |
| 112. | Michał Gołaś       | Polska     | Team Sky            | + 6' 08"   |